# Стрём, Фредрик
Фре́дрик Стрём (швед. Otto Fredrik Ström; 10 июля 1880 — 23 ноября 1948) — шведский социалист, политик и писатель. Он занимал место в Риксдаге с 1916—1921 год и 1930—1938 год.

## Биография
Он вступил в Социал-демократическую рабочую партию Швеции, в 1911—1916 годах был секретарём партии; в 1916 году был избран в Риксдаг. Во время Первой мировой войны занимал позиции так называемых интернационалистов. 31 марта (13 апреля) 1917 года вместе с Туре Нерманом и бургомистром Стокгольма Карлом Линдхагеном был в группе левых социал-демократов, встречавшихся с Лениным и Зиновьевым во время их короткой остановке в Стокгольме (на пути из Цюриха в Россию, до станции Засниц пломбированным вагоном).
Стал, наряду с Цетом Хёглундом и Туре Нерманом, основателем шведского коммунистического движения. В 1918—1920 годах был главным редактором газеты дат. „Folkets Dagblad Politiken“ («Народный политический ежедневник»). Неоднократно бывал в Советской России. В 1921—1924 годах был секретарём Коммунистической партии Швеции. Стрём поддерживал Ленина, Троцкого и Октябрьскую революцию, но из-за разногласий со сталинизмом покинул компартию, хотя и продолжал считать себя коммунистом. В 1926 году вернулся в социал-демократическую партию.
Автор пятитомной истории русской революции и двухтомной автобиографии, книг о деятелях социалистического движения Фабиане Манссоне и Кате Дальстрём.